# أيزيا كازينز
أيزيا كازينز (بالإنجليزية: Isaiah Cousins)‏ مواليد 13 مارس 1994 في ماونت فيرنون، هو لاعب كرة سلة أمريكي. بدأ مسيرته الاحترافية في سنة 2016. تم اختياره من قبل فريق سكرامنتو كينغز خلال الدرافت. يلعب في دوري الرابطة الوطنية لفئة التطوير كلاعب هجوم خلفي. يحمل الرقم 10. يبلغ طوله 6 قدم 4 بوصة (1.9 م).

## روابط خارجية
- أيزيا كازينز على موقع سبورتس رفرنس (الإنجليزية)
- أيزيا كازينز على موقع كرة السلة الأوروبية.كوم (الإنجليزية)
- أيزيا كازينز على موقع DraftExpress.com (الإنجليزية)
- أيزيا كازينز على موقع إي إس بي إن.كوم (الإنجليزية)
- أيزيا كازينز على موقع كلية كرة السلة في سبورتس رفرنس.كوم (الإنجليزية)
- أيزيا كازينز على موقع ريلجم (الإنجليزية)
- أيزيا كازينز على موقع بروبوليرز (الإنجليزية)
- أيزيا كازينز على موقع سبورتس رفرنس (الإنجليزية)
- أيزيا كازينز على موقع سبورتس رفرنس (الإنجليزية)